# William Hastings, 1. baron Hastings
William Hastings, 1. baron Hastings KG (ca. 1431 – juni 1483) var en engelsk adelsmand. En loyal tilhænger af Huset York under Rosekrigene blev han en nær ven og en af de vigtigste hofmænd for kong Edvard 4., som han tjente som Lord Chamberlain. Ved Edvards død var han en af de mest magtfulde og rigeste mænd i England. Han blev henrettet efter beskyldninger om forræderi af Edvards bror og i sidste instans efterfølger, Richard 3. Datoen for hans død er omdiskuteret. Tidlige kilder giver 13. juni, som er den traditionelle dato.

## Biografi
William Hastings, født omkring 1430-1431, var den ældste søn af Sir Leonard Hastings (ca. 1396 - 20. oktober 1455) og hans hustru Alice Camoys, datter af Thomas de Camoys, 1. baron Camoys. Hastings efterfulgte sin far i tjeneste for Huset York og blev gennem denne tjeneste nært knyttet til sin fjerne fætter, den senere Edvard 4., som han kom til at tjene loyalt hele sit liv. Han var High Sheriff of Warwickshire og High Sheriff of Leicestershire i 1455.
Han kæmpede sammen med Edvard i Slaget ved Mortimer's Cross og var til stede ved proklamationen af Edvard som konge i London den 4. marts 1461 og derefter, da den nye konge sikrede sin krone i Slaget ved Towton kort derefter. Han blev slået til ridder på slagmarken. Med etableringen af York-styret blev Hastings en af rigets nøglefigur, vigtigst af alt som møntmester og Lord Chamberlain, et embede, han holdt gennem hele regeringstiden, og som gjorde ham til et af de vigtigste veje til at få adgang til kongen. Han blev også ophøje til Baron Hastings, en titel forstærket af tildelinger af jordbesiddelser og embeder, primært i Leicestershire og Northamptonshire. I 1462 blev han slået til ridder af Hosebåndsordenen.
I 1474 blev han tildelt kongelig licens til at befæste ved tre af sine jordbesiddelser i Leicestershire; i Ashby-de-la-Zouch, Kirby Muxloe og i Bagworth. Han byggede meget i Ashby, mest med tilføjelser til den allerede eksisterende herregård bygget af familien de la Zouch i det trettende århundrede. Hans største værk i Ashby var Hastings Tower. På Kirby Muxloe Castle påbegyndte han opførelsen af et indviklet befæstet hus af rød mursten, et af de første af sin art i amtet. Takket være English Heritage kan borgene i Ashby og Kirby stadig ses, men intet har overlevet der indikerer nogen byggeaktivitet i Bagworth.
Hans betydning i disse år er nedskrevet i en række kilder og blev anerkendt af den mægtigste adelsmand i riget, Richard Neville, jarl af Warwick. I 1462 sørgede Warwick for, at Hastings blev gift med hans søster, enken Katherine Neville. (Katherines første mand, Lord Bonville, var blevet dræbt i Wakefield i 1460, og deres spæde datter, Cecily, arvede få Bonville titlerne og godserne.)
På trods af dette ægteskabelige forhold til Neville-familien, drog Hastings sammen med Edvard 4. i eksil, da Warwick afsatte Edvard 4. i 1470, og han fulgte med kongen tilbage det følgende forår. Hastings rejste tropper til Edvard i det English Midlands og tjente som en af de ledende kaptajner for York-styrkerne på både ved Barnet og Tewkesbury.
Hans tjeneste, loyalitet og evner gjorde sammen med hans Neville- svigerforældres fald Hastings endnu mere indflydelsesrig i anden halvdel af Edvard 4.'s regeringstid. Han fortsatte med at fungere som Lord Chamberlain og blev tildelt stillingen som Chamberlain of the Exchequer i 1471, som han holdt indtil 1483. Han blev også udnævnt til løjtnant i Calais, hvilket gjorde ham til en vigtig aktør inden for udenrigsanliggender og fik myndighed over en stadig større del af det English Midlands. Ved hoffet var han involveret i to langvarige strider med medlemmer af dronning Elizabeth Woodvilles familie, især med hendes søn Thomas Grey, 1. markis af Dorset.

## Død
Efter Edvard 4.'s død den 9. april 1483 udnævnte enkedronningen familiemedlemmer til nøglepositioner og skyndte sig at fremskynde kroningen af hendes unge søn Edvard 5. som konge og komme Richard, hertug af Gloucester, som den afdøde konge havde udnævnt til rigsforstander, i forkøbet. Hastings, der længe havde været på god jord med Richard og fjendtlig over for Woodville-familien, var en nøglefigur i blokere disse manøvrer. Mens han holdt Woodville-familien i skak i London, informerede Hastings Richard om deres handlinger og bad ham skynde sig til London. Richard standsede den unge konge, som var på vej til London, med hans Woodville-slægtninge. Hastings støttede derefter Richards formelle indsættelse som Lord Protector og samarbejdede med ham i kongens råd.
Situationen ændrede sig dramatisk den 13. juni 1483 under et rådsmøde i Tower of London. Richard, støttet af hertugen af Buckingham, beskyldte Hastings og to andre rådsmedlemmer for at have begået forræderi ved at konspirere mod hans liv med Woodville-familien, med Hastings elskerinde Jane Shore (tidligere også Edvard 4. og Dorsets elskerinde), som en mellemmand. Mens de andre påståede sammensvorne blev fængslet, blev Hastings halshugget. Tidspunktet for hans henrettelse er omstridt, skønt Charles Ross i sin biografi om Richard 3. argumenterede for den traditionelle dato den 13. juni.
Den summariske henrettelse af den populære Hastings var kontroversiel blandt samtidige og er blevet fortolket forskelligt af historikere og andre forfattere. Den traditionelle beretning, der går tilbage til forfatterne fra Tudor-perioden, herunder William Shakespeare, betragtede sammensværgelsesanklagen som opdigtet og blot en bekvem undskyldning for at fjerne Hastings, som var kendt for sin loyalitet over for den døde konge og hans arvinger, og så længe han forblev i live, ville han have været for formidabel en hindring for Richards egne planer om at tage tronen. Andre har været mere åbne over for muligheden for en sådan sammensværgelse, og at Richard blot reagerede for at sikre sin position. Clements R. Markham hævder, at Hastings blev henrettet en uge efter sin anholdelse den 20. juni 1483 og efter en retssag.
På trods af beskyldningerne om forræderi udsendte Richard ikke en erklæring om fratagelse af ære, liv og gods mod Hastings og hans familie. Derfor fik hans kone og sønner lov til at arve hans landbesiddelser og ejendomme. Hastings blev begravet i den nordlige gang i St George's Chapel, Windsor, ved siden af Edvard 4.

## I litteraturen
Han optræder i to af Shakespeares skuespil: Henrik den Sjette, 3. del og Richard den Tredje.

## Familie
Hastings giftede sig, før den 6. februar 1462, med Katherine Neville, søster til Richard Neville, jarl af Warwick, kendt som "Warwick Kongemageren", og enke efter William Bonville, 6. Baron Harington, dræbt i Slaget ved Wakefield den 30. december 1460, og hun fødte ham fire sønner og to døtre:   
- Edward Hastings, 2. baron Hastings, der blev gift med Mary Hungerford.[11][12]
- Sir William Hastings.[4]
- Sir Richard Hastings, der blev gift og fik to døtre og medarvinger, Elizabeth Hastings, der blev gift med John Beaumont af Gracedieu, Leicestershire, Master of the Rolls, og Mary Hastings, der blev gift med Thomas Saunders af Harringworth, Northamptonshire.[4][13]
- George Hastings.[4]
- Anne Hastings, der giftede sig med sin fars myndling, George Talbot, 4. jarl af Shrewsbury.[4]
- Elizabeth Hastings.[4]

## Yderligere læsning
- Tømrer, Christine. Rosenkrigen (Cambridge, 1997)
- Craig, John (1953). The Mint: A History of the London Mint from A.D. 287 to 1948. Cambridge, England: Cambridge University Press. s. 88-95.
- Dunham, William Huse. Lord Hastings' indentured retainers, 1461–1483 (New Haven, 1955)
- Hancock, Peter A. Richard III and the Murder in the Tower (2009)
- Horrox, Rosemary. Richard III : a study of service (Cambridge, 1989)
- Kendall, Paul Murray, Richard III, London, Allen & Unwin (1955)
- Ross, Charles. Edward IV (Berkeley, 1974)
- Ross, Charles. Richard III (1981)
- Seward, Desmond. A Brief History of the Wars of the Roses (Robinson, 1995)
- Wolffe, B.P. (1974-10-01). "When and why did Hastings lose his head?". The English Historical Review. 89 (353): 835-844. doi:10.1093/ehr/LXXXIX.CCCLIII.835. JSTOR 566401.